# Depressione del Golfo del Leone
La depressione del Golfo del Leone è una depressione mediterranea che si forma sull'omonimo golfo della Francia sud-orientale.

## Ciclogenesi
La struttura di bassa pressione si forma per effetto dell'aria umida atlantica che entra nel Mediterraneo attraverso la cosiddetta Porta di Carcassonne.
L'aria umida affluisce da ovest/nord-ovest verso est/sud-est, attraversa longitudinalmente la Francia insinuandosi lungo le vallate chiuse dai Pirenei sul lato meridionale; giunta a Valle di Carcassonne, raggiunge le coste mediterranee del Golfo del Leone.
La sponda orientale del golfo è chiusa da alte montagne, dove tendono ad impattare i venti umidi atlantici; l'interazione tra il contesto orografico, la massa d'aria umida e la temperatura più tiepida del Mar Mediterraneo porta alla formazione della struttura di bassa pressione.

## Effetti sul clima
La depressione del Golfo del Leone, una volta formatasi, porta maltempo sulle coste della Francia meridionale e nel corrispondente entroterra.
Successivamente, tende generalmente a muoversi lentamente da sud-ovest verso nord-est, andando poi ad influenzare il clima dell'Italia nord-occidentale e, talvolta, delle regioni italiane del versante Tirrenico.